# Buddy Collette
Buddy Collette, geboren als William Marcel Collette, (Los Angeles, 6 augustus 1921 - aldaar, 19 september 2010) was een Amerikaanse jazzmuzikant  (tenorsaxofoon, fluit en klarinet).

## Carrière
Op 12-jarige leeftijd begon Collette op de altsaxofoon te spelen en leidde hij zijn eerste jazzband, waartoe Britt Woodman (trombone) en Charles Mingus (bas) behoorden. Op 17-jarige leeftijd werd hij professioneel muzikant. Na het vervullen van zijn militaire dienstplicht als orkestleider bij de Amerikaanse marine werkte hij met de Stars of Swing, waartoe Woodman, Mingus en Lucky Thompson behoorden. Met Dexter Gordon (saxofoon), Charles Mingus en Chico Hamilton speelde hij daarna bop in Los Angeles. Hij was een van de eerste fluitisten van de modernjazz. Tijdens de vroege jaren 1950 werkte hij als studiomuzikant en was hij de eerste Afro-Amerikaanse muzikant, die optrad op de televisie in het programma You Bet Your Life van Groucho Marx.
In 1955 was hij medeoprichter van het legendarisch kwintet van Chico Hamilton met gitarist Jim Hall en cellist Fred Katz. In 1956 nam hij zijn eerste album Man of Many Parts op als orkestleider. Zijn samenwerking met de saxofonist Dexter Gordon, de drummer Chico Hamilton en zijn langjarige vriend Charles Mingus (Mingus at Monterey, 1964) bevestigde zijn positie binnen het jazzcircuit van Los Angeles evenzo als zijn vroege optreden voor een vereniging van de aanvankelijk naar huidskleur gescheiden plaatselijke muzikantenvakbond.
In tegenstelling tot andere invloedrijke muzikanten van de West Coast Jazz bleef Collette in Californië, waar hij in de studio's werkte en hij bovendien ieder weekend met zijn kwintet speelde en opnam, maar ook andere houtblazers opleidde. Tot zijn leerlingen behoorden Eric Dolphy, Charles Lloyd, Frank Morgan, Sonny Criss en James Newton. Slechts af en toe ondernam hij tournees.
In 1996 werd hij belast door de Library of Congress met de compositie en opvoering van een bigband-concert. Sinds een beroerte in 1998 kon hij niet meer optreden als muzikant, maar bleef hij wel in Los Angeles als jazzleraar actief, onder andere met kinderprogramma's. Collette was bovendien zeer actief bij de Civil Rights Movement.

## Overlijden
Buddy Colette overleed in september 2010 op 89-jarige leeftijd.
- Biblioteca Nacional de España: XX891661
- Bibliothèque nationale de France: cb13892641j (data)
- Gemeinsame Normdatei: 122499476
- International Standard Name Identifier: 0000 0001 0876 9998
- Library of Congress Control Number: n94060486
- MusicBrainz: 5e0f2f47-130c-41f0-afe3-2f835f9439db
- Nederlandse Thesaurus van Auteursnamen: 097001953
- Istituto Centrale per il Catalogo Unico: UM1V029131
- LIBRIS: 340816
- SNAC: w6rf848d
- Système universitaire de documentation: 243807449
- Virtual International Authority File: 19864938
- WorldCat: E39PBJwD6HVDXwWwKgDvW6HKVC